# Tragia finalis
Tragia finalis är en törelväxtart som beskrevs av Paul Irwin Forster. Tragia finalis ingår i släktet Tragia och familjen törelväxter. Inga underarter finns listade i Catalogue of Life.